# Tachypleus
Tachypleus (лат.) — род хелицеровых из отряда мечехвостов. Современные виды обитают в морях Южной, Юго-Восточной и Восточной Азии. Два известных ископаемых вида известны из отложений триаса с территории Испании и мела с территории Сирии.

## Виды
Известны два ныне живущих и два ископаемых вида:
- Tachypleus gigas (Müller, 1785)
- Tachypleus tridentatus (Leach, 1819)
- † Tachypleus gadeai (Via Boada et Villalta, 1966)
- † Tachypleus syriacus (Woodward, 1879)

## Природоохранный статус
По современным оценкам численность вида Tachypleus tridentatus снижается, данных по Tachypleus gigas недостаточно.